# 몽산화상법어약록 (서울특별시 유형문화재 제436호)
몽산화상법어약록(蒙山和尙法語略錄)은 서울특별시 용산구 국립한글박물관에 있는 조선시대의 불서이다. 
2019년 2월 14일 서울특별시의 유형문화재 제436호로 지정되었다.

## 지정 사유
원나라 몽산(蒙山) 화상 덕이(德異)의 <시고원상인(示古原上人)> 등 6편의 법어(法語)와 고려의 나옹(懶翁) 혜근(慧勤)의 <시각오선인법어(示覺悟禪人法語)> 1편 등 총 7편의 법어를 조선 세조 때 혜각존자(慧覺尊者) 신미(信眉)가 구결(口訣)하고 국역하여 간경도감에서 간행한 불서로 목판본 1책이다.
중세 국어의 원형을 살펴볼 수 있는 자료이며, 동시에 불교의 선사상이 반영되어 선종의 지침서 역할을 하는 고승의 법어집이다.
현재 조사 대상본과 동일한 판본 6건이 보물로 지정되어 있어 문화재적 가치는 높게 평가된다. 다만 한글박물관 소장본은 전체적으로 훼손 상태가 보이며, 특히 권말제 부분은 복사·보완되었다.

## 조사보고서
이 책은 원나라 몽산(蒙山) 화상 덕이(德異)의 <시고원상인(示古原上人)> 등 6편의 법어(法語)와 고려의 나옹(懶翁) 혜근(慧勤)의 <시각오선인법어(示覺悟禪人法語)> 1편 등 총 7편의 법어를 조선 세조 때 혜각존자(慧覺尊者) 신미(信眉)가 구결(口訣)하고 국역하여 간경도감에서 간행한 불서. 목판본 1책이다.
찬자 몽산 덕이는 고려의 고승들과 교류가 많았는데, 특히 혜감국사(慧鑑國師) 만항(萬恒)과 보감국사(寶鑑國師) 혼구(混丘)와는 깊은 교류가 있었다. 그가 편찬한 육조단경(六祖壇經)과 법어(法語)는 우리나라에 중국 고승의 저술 가운데 가장 많이 유통될 정도로 고려 말 이후 한국 불교계에 커다란 영향을 끼쳤던 중국 임제종의 고승으로 알려진 인물이다.
한글박물관 소장의 조사 대상본은 일부에 훼손상태가 심각하여 근래 전면적으로 보존처리가 시행되어 있는 상태이다. 따라서 전후의 표지는 새로 개장되어 있고 원래 표지는 남아 있지 않은 상태이다. 권수제(卷首題)는 국한문으로 병기되어 있으며, 제목 아래 '普濟尊者法語附'라는 내용이 쌍행으로 기재되어 있다. 그리고 권수제 다음 행에 '혜각존자신미역해(慧覺尊者信眉譯解)'라는 역자 표시가 기입되어 있다.
조사 대상본의 형태적 특징을 살펴보면, 변란은 사주단변(四周單邊)으로 반곽의 크기는21.7×15.5cm이다. 반엽을 기준으로 전체 8행으로 되어 있는데, 한 행의 경문은 17자로 배자되어 있다. 그러나 중앙의 판심부에는 상하에 흑어미(黑魚尾)가 내향하고 있으며, 판심제는 어미사이에 '法語'라는 약서명이 기재되어 있으며, 아래로 장차(張次)가 표시되어 있다.
학계에서는 이 책의 간행 시기에 대해서 논란이 있는데, 일반적으로 신미(信眉)가 역결(譯訣)한 사법어(四法語)가 합철(合綴)된 목우자수심결(牧牛子修心訣)에 세조 13년(1467년)에 간행되었다는 간기가 수록되어 있어, 그때 간경도감에서 동시에 간행된 것으로 추정하고 있다.
현재 한글박물관 소장본과 동일한 판본 6건이 보물로 지정되어 있는 상태이다. 이 중 보물 제767-1호와 769호는 권수제에 "혜각존자신미역해(慧覺尊者信眉譯解)"가 기입되어 있고 그 외는 역자표시가 삭제되어 있어 차이를 보이고 있다. 역자표시가 삭제된 판본에는 권말에 갑인소자(甲寅小字)로 찍은 김수온(金守溫)의 발문(跋文)이 붙어 있는데, 이 발문에 의하면, 인수대비(仁粹大妃)의 발원으로 성종 3년(1472년)에 대규모로 인경(印經)한 여러 불서 가운데하나임을 알 수 있다.
한글박물관 소장의 조사 대상본은 일부에 훼손상태가 심각하여 근래 전면적으로 보존처리가 시행되어 있는 상태이다. 따라서 전후의 표지는 새로 개장되어 있고 원래 표지는 남아있지 않은 상태이다.
조사 대상본은 간경도감에서 국역 간행한 불서의 하나로, 중세 국어의 원형을 살펴볼 수 있는 귀중한 자이며, 동시에 불교의 선사상이 반영되어 있어 선종의 지침서 역할을 하는 고승의 법어집이다. 현재 조사 대상본과 동일한 판본 6건이 이미 국가문화재 보물로 지정되어 있는 것으로 보아 그 문화재적 가치는 높게 평가되고 있다. 다만 한글박물관 소장본은 전체적으로 훼손 상태가 보이고 있으며, 특히 권말 제 부분은 복사 보완된 것으로 보이므로 시 유형문화재로 지정하는 것이 적절할 것으로 판단된다.

## 갤러리

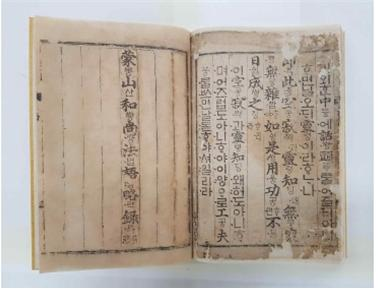

## 참고 문헌
- 몽산화상법어약록 - 국가유산청 국가유산포털